# Masahiko Nakagawa
Masahiko Nakagawa (中河 昌彦 Nakagawa Masahiko?, nacido el 26 de agosto de 1969 en Osaka) es un exfutbolista japonés. Jugaba de guardameta y su último club fue el Nagoya Grampus Eight de Japón.

## Trayectoria

### Clubes
| Club                 | País  | Año         |
| -------------------- | ----- | ----------- |
| Yokohama Flügels     | Japón | 1992 - 1995 |
| Yokohama Marinos     | Japón | 1995 - 1997 |
| Kyoto Purple Sanga   | Japón | 1998 - 2002 |
| Nagoya Grampus Eight | Japón | 2000        |

## Palmarés

### Títulos nacionales
| Título             | Club               | País  | Año  |
| ------------------ | ------------------ | ----- | ---- |
| Copa del Emperador | Yokohama Flügels   | Japón | 1993 |
| J1 League          | Yokohama Marinos   | Japón | 1995 |
| Copa del Emperador | Kyoto Purple Sanga | Japón | 2002 |